# Calymmodesmus gracilis
Calymmodesmus gracilis är en mångfotingart som beskrevs av Loomis 1959. Calymmodesmus gracilis ingår i släktet Calymmodesmus och familjen Stylodesmidae. Inga underarter finns listade i Catalogue of Life.